# جيهن أبييف
جيهن أبييف (مواليد 24 أكتوبر 1974) هو ملاكم أذربيجاني، مثّل بلاده في الألعاب الأولمبية الصيفية 2004.

## روابط خارجية
جيهن أبييف على موقع بوكس ريك (الإنجليزية) (registration required)
- جيهن أبييف على موقع أوليمبيديا (الإنجليزية)